# 尤志豪
尤志豪（藝名蕃茄，1988年9月30日—）是香港男藝人、歌手、演員。曾出演不少廣告。2017年簽約皇娛樂成為旗下藝人，與劉子禮組成男子組合哈比，同年八月出了一首派台歌《貓紙》，2018年12月組合哈比正式解散 ，2019年以個人正式加入樂壇，與COCO袁晴晴推出合唱歌《第一印象》，2020 年參加「音樂永續2020」計劃，重新演繹《小黑與我》。2024年7月21日参加「中年好聲音3」海選,唱出《唐山大兄》令人印象深刻, 進入100強唱出《狂野之城》獲得評判稱讚奪得5燈, 進入60強唱出《初戀》 表現未如理想，未能晉級。

### 電視劇
- 2016年：Kai Pop 飾 學生(ViuTV)
- 2017年：親親我好媽 飾 宅男學生(第1集)(TVB)
- 2017年：雜警奇兵 飾 男朋友(第7集)(TVB)
- 2017年：三一如三 飾 奇哥(特別篇)(ViuTV)
- 2018年：兄弟 飾 泰拳學生 (第10集)(TVB)
- 2018年：愛·回家之開心速遞 飾 吸血鬼 (第440集)(TVB)
- 2019年：愛·回家之開心速遞 飾 柏豪(第490集)(TVB)
- 2019年：好日子 飾 學校主任(第2集)(TVB)
- 2019年：愛·回家之開心速遞 飾 顏如玉(第589集)(TVB)
- 2019年：街坊財爺 飾 德仔(第9集)(TVB)
- 2019年：黑市-嚇親萬里通 飾 劉光華(第4集)(ViuTV)
- 2020年：殺手 飾 經理人(第25集)(TVB)
- 2021年：伙記辦大事 飾 外賣仔(第7集)(TVB)
- 2021年：陀槍師姐2021 飾 朋友 (第12集)(TVB)
- 2021年：拳王2021 飾 小偷 (第3集)(TVB)
- 2021年：愛回家之開心速遞 飾 醫科生 (第1176集)(TVB)
- 2022年：愛回家之開心速遞 飾 宋太 (第1468集)(TVB)
- 2022年：雙生陌生人 飾 毒男 (第3集)(TVB)[2]
- 2022年：愛回家之開心速遞 飾 八卦同事 (第1726集)(TVB)
- 2022年：愛回家之開心速遞 飾 如花 (第1738集)(TVB)
- 2022年：愛回家之開心速遞 飾 如花 (第1777集)(TVB)
- 2023年：新四十二章 飾 手下(第3集)(TVB)
- 2023年：隱門 飾 外賣仔(第2集)(TVB)
- 2024年：愛回家之開心速遞 飾 如花 (第2176集)(TVB)
- 2024年：愛回家之開心速遞 飾 如花 (第2211集)(TVB)
- 2025年：虛擬情人 飾 宅男 （第4集）（TVB)

### 廣告
- 2014年：Tempo電視廣告(2014) 點都傍住你，唔駛爭！飾 男朋友
- 2015年：金道賢之戀 飾 侍應
- 2016年：譚仔三哥-二十年前，永隆街1號 飾 男朋友
- 2016年：clariti®呈獻：女俠黑目蘭 飾 友武金宅 及 扮工王
- 2017年：【渣打x美心中菜】《向海南尋味》 飾 PA
- 2017年：BANANA WIFI - 宅男趕時間遍 飾 宅男
- 2017年：積金局- 金牌演藝班（分散投資） 飾 訓練班學生
- 2018年：UA亞洲聯合財務「No Show」私人貸款 飾 宅男
- 2018年：MoneyHero.com.hk呈獻︰金融群俠傳 之 東X西X 飾 歐陽鋒
- 2019年：香港海洋公園「極速之旅 – VR太空探索」 飾 朋友
- 2020年：外賣走飯 全靠 Panasonic 金蛋飯煲 飾 收銀員
- 2021年：【Panasonic 變頻窗口機系列 】 恆溫寧靜 貼心舒適 飾 冷氣機師傅
- 2021年：【Panasonic SMALLER 系列分體機 】室外機Size夠細! 裝窗台位啱啱好! 飾 冷氣機師傅
- 2021年：【Panasonic nanoe™X 空調機】淨化空氣 健康舒適 飾 冷氣機師傅
- 2021年：正確認識皮膚問題 將心比心 共享精彩人生 飾 暗瘡男

### MV
- 2016年：Yellow 野佬 - 跟車太貼 Official Music Video
- 2017年：K.I.S.羅啟聰 - 衰仔大學 Official MV - 官方完整版
- 2017年：哈比 - 貓紙 (電影《青春戰記》插曲)【Official MV】
- 2019年：第一印象(合)蕃茄尤志豪 CoCo袁晴晴【官方版MV】

## 歌曲
- 《貓紙》 （男子組合-哈比）
- 《第一印象》（與袁晴晴合唱）
- 《小黑與我》 「薛凱琪」作品，翻唱薛凱琪歌曲（音樂永續）
- 《浪人》

## 外部連結
尤志豪的Facebook專頁